# Liste der Landschaftsschutzgebiete in Mönchengladbach
Die Liste der Landschaftsschutzgebiete in Mönchengladbach enthält die Landschaftsschutzgebiete der kreisfreien Stadt Mönchengladbach in Nordrhein-Westfalen.

## Liste
| Bild | Nummer        | Bezeichnung des Gebietes                       | Fläche in Hektar | WDPA-ID   | Koordinaten | Datum der Verordnung |
| ---- | ------------- | ---------------------------------------------- | ---------------- | --------- | ----------- | -------------------- |
|      | LSG-4703-0018 | LSG-Wey                                        | 320,6539         | 555554997 | Position    | 1995                 |
|      | LSG-4704-0008 | LSG-Grossheide                                 | 118,9835         | 555555005 | Position    | 1995                 |
|      | LSG-4704-0009 | LSG-Bistheide                                  | 52,6248          | 555555006 | Position    | 1995                 |
|      | LSG-4704-0010 | LSG-Niers- und Trietbachaue Neuwerk            | 104,998          | 555555007 | Position    | 1995                 |
|      | LSG-4704-0011 | LSG-Donk                                       | 301,3003         | 555555008 | Position    | 1995                 |
|      | LSG-4704-0012 | LSG-Nordwald-Jahrhundertwald                   | 202,0402         | 555555009 | Position    | 1995                 |
|      | LSG-4704-0013 | LSG-Niers- und Trietbachaue Neuwerk <temporär> | 2,4251           | 555555010 | Position    | 1995                 |
|      | LSG-4704-0014 | LSG-Donk <temporär>                            | 7,3295           | 555555011 | Position    | 1995                 |
|      | LSG-4803-0002 | LSG-Hardter Wald                               | 585,578          | 555555170 | Position    | 1995                 |
|      | LSG-4803-0003 | LSG-Am NATO-Hauptquartier                      | 406,2533         | 555555171 | Position    | 1995                 |
|      | LSG-4803-0004 | LSG-Mühlenbachtal                              | 238,6033         | 555555172 | Position    | 1995                 |
|      | LSG-4803-0005 | LSG-Hardter Wald <temporär>                    | 5,0817           | 555555173 | Position    | 1995                 |
|      | LSG-4804-0004 | LSG-Viehstrasse                                | 147,4856         | 555555178 | Position    | 1995                 |
|      | LSG-4804-0005 | LSG-Stadtwald Rheydt                           | 30,0027          | 555555179 | Position    | 1995                 |
|      | LSG-4804-0006 | LSG-Tongrube Rheindahlen                       | 9,5741           | 555555180 | Position    | 1995                 |
|      | LSG-4804-0007 | LSG-Niersaue Wickrath                          | 317,3631         | 555555181 | Position    | 1995                 |
|      | LSG-4804-0008 | LSG-Fuchskuhle                                 | 91,4893          | 555555182 | Position    | 1995                 |
|      | LSG-4804-0009 | LSG-Niersaue Rheydt                            | 318,8518         | 555555183 | Position    | 1995                 |
|      | LSG-4804-0010 | LSG-Hoppbruch                                  | 160,0926         | 555555184 | Position    | 1995                 |
|      | LSG-4804-0011 | LSG-Hochneukircher Fliess                      | 12,4504          | 555555185 | Position    | 1995                 |
|      | LSG-4804-0012 | LSG-Buchholzer / Wickrather Wald <temporär>    | 3,0668           | 555555186 | Position    | 1995                 |
|      | LSG-4804-0013 | LSG-Fuchskuhle <temporär>                      | 7,818            | 555555187 | Position    | 1995                 |
|      | LSG-4804-0014 | LSG-Niersaue Rheydt <temporär>                 | 33,4575          | 555555188 | Position    | 1995                 |
|      | LSG-4804-0015 | LSG-Buchholzer - Wickrather Wald               | 627,0221         | 555555189 | Position    | 1995                 |